# Direnaia quadripunctata
Direnaia quadripunctata är en insektsart som beskrevs av Zhang och Huang 2005. Direnaia quadripunctata ingår i släktet Direnaia och familjen dvärgstritar. Inga underarter finns listade i Catalogue of Life. Släktet Direnaia är uppkallat efter Irena Dworakowska (en kombination av "Dr. Irina"), som samlade in denna art i de kinesiska provinserna Yunnan och Sichuan 1999.